# Oláhfodorháza
Oláhfodorháza (románul: Fodora) falu Romániában, Szilágy megyében.

## Fekvése
A Szamos bal partján, Döbörcsény, Közfalu és Déskörtvélyes közt fekvő település.

## Nevének eredete
Nevének első tagját lakosairól, nevének utótagját pedig egykori alapítójáról kapta.

## Története
A településről 1508-ból maradt fenn az első írásos adat, ekkor a Bánffyak birtoka volt, a Bánffyak Bonchidai birtokához tartozott.
1511-es összeíráskor az itteni birtokrész a Losonczi Bánffyaktól zálogjogon Bethleni Miklós fiainak Jánosnak és Farkasnak a kezén volt.
1515-ben Bánffy Péter a reá Bánffy Jánosról szállt birtokrészt Kendy Gálnak  adta zálogba.
Az 1600-as évek elejéig a Bánffy és Kende családoké volt, majd a Fodorházi, Harinnai, Szombathelyi családok birtoka volt.
1638-ban Brandenburgi KatalinSzombathelyi Márton részét annak hűtlensége miatt Faragó Andrásnak adta.
1671-ben Torma Kristóf és neje Toldalagi Klára gyermekei György, Kata Haller Pálné, Borbála Szentgyörgyi Toroczkai János özvegye anyjuk itteni birtokrészét három egyenlő részre osztották.
1694-ben Bethlen Gergely, Apor István birtoka volt.
1712-ben a Torma család, Lázár György, Apor István és Bánffy Farkas birtoka volt.
1873-ban körjegyzői székhely volt.
1891-ben 643 lakosa volt, ebből 9 római katolikus, 619 görögkatolikus, 8 református, 7 izraelita volt.
1898-ban a Vajda család, Hering László és János, Hosszú Gábor és Urányi Imre birtoka volt.
1910-ben 669 lakosából 31 magyar, 22 német, 616 román, melyből 605 görögkatolikus, 13 görögkeleti ortodox, 39 izraelita volt.
A 20. század elején Szolnok-Doboka vármegye Nagyilondai járásához tartozott.
Anyakönyvet 1826-tól vezetnek.

## Nevezetességek
- Görögkatolikus fatemploma 1817-ben Szent Miklós tiszteletére, 1822-ben pedig Mihály és Gábor arkangyalok tiszteletére volt szentelve.